# VU-mètre
Pour les articles homonymes, voir VU.

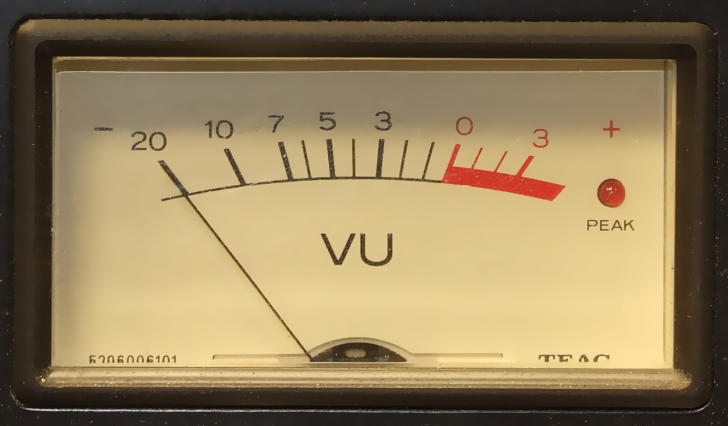
Un VU-mètre analogique

Le VU-mètre ou vumètre est un instrument montrant le niveau de signal audio (un modulomètre). On en trouve sur le matériel audio professionnel et sur beaucoup d'appareils grand public, soit pour son utilité pratique, soit comme élément décoratif.
Dans un contexte professionnel, le VU-mètre, signifiant Volume Units meter (mesureur d'unités de volume), aussi appelé officiellement SVI, signifiant Standard Volume Indicator (Indicateur normalisé de volume), est défini par des normes à partir de 1939, d'abord aux États-Unis puis internationalement.
Les appareils destinés au grand public comportent souvent des indicateurs inspirés du VU-mètre, mais qui n'en respectent pas toujours les spécifications.

## Description technique

Réponse d'un VU-mètre
La zone grisée est le niveau en Décibel pleine échelle (dB FS) d'un signal normalisé à -1.5 dB FS, intégré sur 6.5 ms (réponse d'un PPM); le trait bleu indique la position de l'aiguille par rapport à la graduation du VU-mètre, à gauche. Le temps est en secondes.
Avec un programme comprenant des sons percussifs, comme ici, l'aiguille atteint +3 VU.

Le VU-mètre est un appareil électromécanique passif comprenant un redresseur à oxyde cuivrique double alternance et un galvanomètre à cadre mobile 200 µA dans le même boîtier. Le temps de montée de la position de repos à la position 100 % est de 300 ms.
L'échelle, qui peut être graduée en pourcentage ou en décibels va de −20 à +3 dB, avec −3 dB pratiquement au milieu du cadran.
L'instrument a été conçu non pas pour mesurer le signal, mais pour indiquer que celui-ci approche la valeur normale, indiquée comme 0 dB ou 100 %, afin de permettre aux opérateurs d'en régler le niveau. C'est pourquoi il s'appelle officiellement Standard Volume Indicator (Indicateur normalisé de volume).
Des appareils entièrement électroniques et des applications informatiques peuvent imiter la réponse de la version électromécanique, ce sont des VU-mètres dans la mesure où ils respectent la norme qui le définit.

### Choix de conception
La normalisation du VU-mètre a surgi de la nécessité de nombreux opérateurs de télécommunication et de radiodiffusion, principalement les Laboratoires Bell et des chaînes américaines de radio CBS et NBC, de coordonner leur action. On décida qu'un seul instrument, de fabrication simple, répondrait à cinq usages :
1. indiquer un niveau correct pour qu'un signal électrique ne subisse pas une distorsion audible au passage dans les appareils,
2. vérifier les pertes de transmission à travers les installations et les lignes de transmission,
3. donner une indication de la sonie (loudness) de la voix ou du programme transmis,
4. indiquer un niveau satisfaisant pour éviter les interruptions de service accidentelles,
5. mesurer des signaux d'essai sinusoïdaux.

Parmi ces usages, deux sont contradictoires : pour éviter la distorsion, il faut suivre d'aussi près que possible le niveau de crête du signal, alors que pour une indication fiable de la sonie, il faut fournir une moyenne de la valeur efficace sur une période plus longue. Le rapport entre les deux résultats, appelé facteur de crête, est très variable selon les signaux.
- Signal d'essai sinusoïdal : √2 ≈ 1,4 (3 dB),
- Voix humaine parlée : 10 à 15 (20 à 23 dB)[3].

On chercha donc un compromis, avec de nombreux essais psychoacoustiques recueillant l'opinion d'auditeurs sur les défauts audibles (distorsion) et sur le volume sonore perçu quand les réglages étaient effectués en se fiant à différents types d'instruments.
Le système devait aussi être simple et peu coûteux afin de pouvoir être adopté partout. Ce dernier facteur fut décisif. Le système de détection des crêtes de modulation, qui exigeait un circuit électronique, était plus coûteux à acheter et à maintenir en état ; mais il n'avait pas donné de résultats très supérieurs dans les essais psychoacoustiques.
On décida donc d'adopter un circuit de détection quadratique passif, représentant approximativement la valeur efficace du signal dans la plage du niveau normal d'exploitation grâce à la non-linéarité du pont redresseur, en confiant à une réserve de modulation (headroom) et à l'expérience des opérateurs la protection contre les surcharges.
Après une dizaine d'années de pratique, les techniciens conclurent de « l'absence presque complète de réclamations des auditeurs à propos de la force relative de la parole et de la musique [dans les programmes de la CBS] » que le système fonctionnait.

## Spécifications
Les spécifications des VU-mètres sont régies par les normes ANSI C16.5-1942, British Standard BS 6840, et l’IEC 60268-17.

### Niveau de référence
« L’indicateur de volume marquera 0 VU lorsqu'il sera connecté à une résistance de 600 ohms débitant 1 mW de puissance sous un signal sinusoïdal de 1 000 Hz. »

Le VU-mètre est normalement relié au circuit par un atténuateur, tel que le circuit soit chargé par une impédance de 7 500 ohms et que l'instrument affiche 0 dB pour un signal sinusoïdal à 1,23 V (+4 dBu).

### Échelle

Échelle du VU-mètre, à gauche; réponse à un signal dont le niveau augmente progressivement jusqu'à 0 dB FS.

L'échelle du VU-mètre se concentre sur la partie utile, soit pour ajuster le niveau à 0 VU, soit pour avoir une idée de la sonie du programme (ou de la musique).
Le niveau du 0 VU tient compte de la dynamique sonore et du facteur de crête habituels du signal. Pour une entrée analogique, il est à −8 dB du niveau nominal. Selon la norme, le niveau nominal est à 12 dBu (dB re 0,775 V), et le niveau du 0 VU se trouve donc à +4 dB re 0,775 V.
Pour la conversion en numérique, les normes européennes prévoient que le niveau de référence de 0 VU devient  −18 décibels pleine échelle (dB FS). En Amérique du Nord, le niveau de référence de 0 VU devient  −20 dB FS.

### Temps de montée

Réponse du VU-mètre à un signal passant instantanément de -73 dB FS à -18 dB FS (0 VU).

Le temps de montée, défini par le temps nécessaire pour que l'aiguille atteigne le 0 dB en partant de la position de repos lorsqu'elle est soumise à un échelon de signal l'amenant à ce niveau quand il est stable, est de 300 ms.
Le dépassement momentané du 0 doit être compris entre 1 % et 1,5 %.
La réponse dynamique du VU-mètre a été choisie pour donner une indication visuelle en même temps qu'une évaluation du volume sonore subjectif. Notamment, le mouvement des aiguilles permet de repérer facilement une voix parlée que l'on entend, sur une batterie de VU-mètres correspondant à plusieurs canaux.
L'opérateur évalue à l'oreille la dynamique des sons, pour décider jusqu'où l'aiguille doit dévier.

### Réponse en fréquence
La norme n'exige qu'une réponse similaire pour les signaux sinusoïdaux purs dans le spectre audio.
L'indication de l'aiguille ne devrait pas dévier de plus de 0,2 dB de 35 Hz à 10 kHz et rester dans une marge de 0,5 dB de 25 Hz à 16 kHz.

### Impédance
Le Vu-mètre proprement dit (galvanomètre et redresseur) présente une impédance de 3 900 ohms. Avec le réseau d'atténuation, le circuit doit être chargé par 7 500 ohms. Le branchement du VU-mètre ne doit pas occasionner de distorsion supérieure à 0,3 %.

### Surcharge
Un VU-mètre doit pouvoir supporter sans dommage une surcharge équivalent à 10 fois la tension donnant 0 dB pendant 0,5 s et une surcharge permanente de la moitié de cette valeur.

### Affichage
La couleur crème et la graduation de l'afficheur électromécanique sont fixés par la norme.